# スヌーピーのグレート・レース
- ユニバーサル・パークス&リゾーツ > ユニバーサル・スタジオ・ジャパン > ユニバーサル・スタジオ・ジャパンのアトラクション > スヌーピーのグレート・レース
- ピーナッツ (漫画) > スヌーピーのグレート・レース

スヌーピーのグレート・レース（英: Snoopy's Great Race）は、かつてユニバーサル・スタジオ・ジャパンのユニバーサル・ワンダーランドに存在した室内型ローラーコースター式アトラクションである。2001年3月31日のUSJ開園と同時にオープンし、ピーナッツのキャラクター「スヌーピー」の映画撮影スタジオをテーマとしていた。小さな子ども向けのジェットコースターとして家族連れに親しまれ、約20年間にわたり運営されたが、2021年3月17日をもって予告なしにクローズ（営業終了）となった。

## 概要
「スヌーピーのグレート・レース」はUSJ開園当初のエリア「スヌーピー・スタジオ」内に位置し、屋内型プレイランド施設「スヌーピー・サウンド・ステージ・アドベンチャー」の一角に設置されたアトラクションである。2011年1月12日に「スヌーピー・スタジオ」が一時クローズした後、2012年3月16日にファミリー向け新エリア「ユニバーサル・ワンダーランド」の一部として「スヌーピー・スタジオ」がリニューアルオープンし、本アトラクションも同エリア内で継続運営された。室内にあるため天候や気温の影響を受けず、快適に待ち時間を過ごせるのも特徴で、小さな子どもの“ジェットコースターデビュー”に適した存在だった。コースターの全長は短いものの、高さ約8.5メートルのコースを最高時速36kmで走行し、所要時間は約1分である。2人乗りの車両8両編成（定員16名）で運行し、身長122cm以上（付添者同伴なら92cm以上）という利用制限が設定されていた。USJ公式の「よやくのり」（予約乗り制度）にも対応しており、平均待ち時間は平常時で25～30分程度とされていた。
2020年初頭、新型コロナウイルス感染拡大の影響でパーク全体が休業した際、本アトラクションも2020年2月末より運行休止となった。その後パーク再開後も営業を再開しないまま長期休止が続き、2021年3月17日付でUSJ公式サイト上の案内が削除され、突如クローズ（閉鎖）が確認された。

## ストーリー
本アトラクションは「スヌーピー・スタジオ」という映画撮影の現場が舞台で、スヌーピーが映画監督を務める作品にゲスト（来場者）がエキストラ出演する、というストーリー設定である。ゲストはコースターに乗り込み、映画のスタントマンになったつもりでスヌーピーの映画撮影に参加する。コースターが発車するとスタジオ内のセットを縦横に駆け巡り、途中で雪だるまや看板の壁を突き破って疾走するなど、スリル満点の演出が盛り込まれていた。コース途中には映画用クレーンカメラに乗ったスヌーピーとウッドストックが設置されており、ゲストの活躍（ライドの様子）を撮影しているという演出になっている。最終局面ではコースターが小屋のセットに突入し、激しい効果音とともにブレーキがかかって停止するフィナーレを迎える。

## 製作
「スヌーピーのグレート・レース」の設計・施工は、大阪に本社を置く遊具メーカーの泉陽機工（泉陽興業）株式会社が担当した。USJ開業計画段階の1998年1月、米国ユニバーサル・スタジオ側（USI）との間で本アトラクションの製作契約が交わされた時点で、設置場所の平面レイアウトやコースの最高高さが既に決定しており、狭い建物内にコースを収めるため綿密な設計上の工夫が求められたという。またユニバーサル側から提示された安全基準も非常に厳格で、コース各所に多数のセンサーを取り付けて「いつでも非常停止できる」高度な制御システムを要求されるなど、高水準の安全設計が追求された。
設計段階では、USIとのやりとりを主に電子メールで行っていたが、言語の壁や設計思想の違いもありプロジェクトの進行は難航した。そこで担当チーフエンジニアの北野巧らが直接交渉のため渡米し、対面での調整を行ったところ円滑に協議が進むようになり、1999年7月までにコース設計を含む全設計作業が完了した。コースレイアウトは限られた空間を有効活用するよう工夫され、地上約8.5mの高さから急カーブしつつ看板を突き破るシーンや、小規模ながら浮遊感（エアタイム）を伴うキャメルバック、コンパクトな水平ループなどが織り込まれている。車両は木製のカート風デザインの2人乗り8両編成で、幼児が安全に乗れるよう各座席の安全バーには厚手のクッションが付されている
コースター本体の設置工事も難易度の高いものだった。通常であれば組立てに2～3週間程度の工程だが、USJの場合は建物内部の装飾工事と並行して分割施工を行う必要があったため、2000年3月から7月まで約5か月間を要してようやく据え付けが完了した。その後、安全性確認のためダミーの砂袋を乗せたウェイトテストを実施し、通常の国内遊園地の試運転回数を大きく上回る「1,000回連続運転テスト」も行われるなど、開業前には極めて厳格な試験が課された。試運転中には「VIP向けの試乗会を二日後に予定しているのでそれまでに準備を終えるように」との急な要望が入り、当初は困難として断ったものの、北野巧チーフはスタッフと相談し24時間ぶっ通しの連続稼働テストを決行、期限内に全ての基準をクリアして納入にこぎ着けたという。

## 後継施設
長年にわたりUSJの子ども向けコースターとして活躍した「スヌーピーのグレート・レース」だが、営業終了から数年を経て、その跡地に新たなスヌーピーのライド型アトラクションが誕生することになった。USJは2023年11月より「スヌーピー・スタジオ」（『スヌーピー・サウンド・ステージ・アドベンチャー』）の大規模改修工事に着手し、『ピーナッツ』原作75周年となる2025年7月にエリアをリニューアルオープンさせることを発表。新アトラクションとして室内ジェットコースター「スヌーピーのフライング・エース・アドベンチャー」が導入された。このコースターは真っ赤な屋根の犬小屋型ライドに乗り込み、スヌーピーの変装キャラクターである第一次世界大戦時代のエースパイロット「フライング・エース」になりきって疾走するコンセプトで、宿敵レッド・バロンを探して大空を飛び回る物語が展開される。ライドの先頭にはゴーグルとマフラー姿のフライング・エース（スヌーピー）が搭乗しており、乗車中には専用のライドフォト（撮影サービス）が提供されるなど、新たな演出も追加されている。「スヌーピーのフライング・エース・アドベンチャー」は2025年7月18日にグランドオープンし、結果的に「スヌーピーのグレート・レース」以来約4年ぶりにUSJのスヌーピー・エリアにコースター型ライドが復活する形となった。